# Immeuble au 6, place du Bouffay de Nantes
L'immeuble, bâti au XVIIIe siècle, est situé au no 6 de la place du Bouffay à Nantes, en France. L'immeuble a été inscrit au titre des monuments historiques en 1951.

## Historique
Le bâtiment est inscrit au titre des monuments historiques par arrêté du 2 juillet 1951.